# Xiang Xue Lan
Die Xiang Xue Lan war ein 1996 in Dienst gestelltes Kombischiff der chinesischen Reederei Zhong Han Ferry. Sie stand zuletzt bis Februar 2021 auf der Route von Yantai nach Incheon in Südkorea im Einsatz und wurde anschließend in Chittagong abgewrackt.

## Geschichte
Die Xiang Xue Lan entstand unter der Baunummer 162 auf der MTW Schiffswerft in Wismar und lief am 3. November 1995 vom Stapel. Nach der Ablieferung an China National Transport am 25. März 1996 nahm sie den Liniendienst zur Passagier- und Containerbeförderung zwischen Shanghai und Hongkong auf. Im August 1996 folgte mit der Zi Yu Lan ein baugleiches Schwesterschiff.
Im November 1996 wechselte die Xiang Xue Lan auf die Strecke von Qingdao nach Incheon. Seit März 2002 fuhr sie für die Reederei Zhong Han Ferry (auch als C&K Ferry Lines bekannt) zwischen Yantai und Incheon. 2003 ging das Schiff in den Besitz der China Shipping Passenger Liners mit Sitz in Panama über, blieb aber weiterhin unter der Bereederung von Zhong Han Ferry im Einsatz.
Im Februar 2021 wurde die Xiang Xue Lan nach 25 Dienstjahren ausgemustert und zum Abbruch nach Bangladesch verkauft. Für die Überführungsfahrt erhielt das auf die Komoren umgeflaggte Schiff den verkürzten Namen Xiang. Im März 2021 traf es zum Abbruch in Chittagong ein.